# Molukse Zee
De Molukse Zee of Molukkenzee is een randzee van de Grote of Stille Oceaan, gelegen tussen de Indonesische eilanden Sulawesi en Halmahera, onderdeel van de Molukken. In het noorden grenst de Molukse Zee aan de Celebeszee, in het zuidoosten aan de Seramzee, in het zuidwesten aan de Bandazee en in het westen aan de Golf van Tomini.